# 香合欢
香合欢（学名：Albizia odoratissima (Linn.f）为豆科合欢属的植物。分布于马来西亚、印度以及中国大陆的广东、广西、福建、云南、贵州等地，生长于海拔500米至1,560米的地区，见于疏林中，目前尚未由人工引种栽培。

## 别名
香茜藤（海南） 香须树（中国高等植物图鉴） 黑格（广东）

## 异名
- Albizia odoratissima (L. f.) Benth. var. mollis Benth. ex Baker